# Godziny rozpaczy (film 1955)
Godziny rozpaczy (The Desperate Hours) – amerykański dreszczowiec noir z 1955, będący adaptacją sztuki Josepha Hayesa.

## Opis fabuły
Morderca, Glenn Griffin wraz z bratem – Halem i odsiadującym dożywocie Kobishem uciekają z więzienia. Szukając schronienia przed pościgiem, trafiają do przypadkowego domu na przedmieściach, gdzie mieszka rodzina Hillardów. Bandyci terroryzują rodzinę. Rozpoczyna się psychologiczna gra pomiędzy Griffinem a głową rodziny Danielem C. Hilliardem.

## Główne role
- Humphrey Bogart – Glenn Griffin
- Fredric March – Daniel C. Hilliard
- Arthur Kennedy – Jesse Bard
- Martha Scott – Eleanor „Ellie” Hilliard
- Dewey Martin – Hal Griffin
- Gig Young – Chuck Wright
- Mary Murphy – Cindy Hilliard
- Richard Eyer – Ralphie Hilliard
- Robert Middleton – Simon Kobish